# Pockettidningen R
Pockettidningen R är en svensk socialpolitisk tidskrift. 
Tidskriften grundades år 1970 av Hans Nestius och samarbetade med de så kallade R-förbunden (Krum, RFHL, RSMH, ALRO) som företrädde grupper med bland annat mental ohälsa, missbruk och kriminalitet.
Inriktningen är samhällsreportage och intervjuer, ofta med avslöjande karaktär och ibland med wallraffande metoder.
R-förbunden ville lägga ner tidskriften i slutet av 90-talet, varvid Gunilla Wettergren, tidigare chefredaktör på Kommunalarbetaren, köpte den. 2006 sålde hon, i samband med pensionering, sedan tidskriften till frilansjournalisten Kurt Nurmi som då även blev chefredaktör och ansvarig utgivare. Två år senare gick frilansjournalisten Maria Hagström in som hälftenägare och medredaktör. 
Tidskriften utkom i obruten följd 1970–2016 med fyra–fem nummer i form av pocketböcker årligen. Nurmi och Hagström har kvar företaget Pockettidningen R HB, dock inte med någon aktiv verksamhet de senaste åren. 

## Priser och utmärkelser
- Stora Journalistpriset 1977
- Vilhelm Moberg-stipendiet 1979
- Årets kulturtidskrift 2007
- Hedersomnämnande av Wendelas Vänner 2015

## Redaktörer
- Stig Edling och Hans Nestius  1970–1977
- Cecilia Modig 1977–1985
- Gunilla Thorgren 1978–1994
- Eva Amundsdotter 1995–1996
- Gunilla Wettergren 1998–2006
- Kurt Nurmi 2006– och Maria Hagström 2008–